# Bythotiara apicigastera
Bythotiara apicigastera is een hydroïdpoliep uit de familie Bythotiaridae. De poliep komt uit het geslacht Bythotiara. Bythotiara apicigastera werd in 2008 voor het eerst wetenschappelijk beschreven door Xu, Huang & Gua. 